# 二肽基肽酶-4抑制剂

DPP-4抑制剂和GLP-1

二肽基肽酶-4抑制剂又称DPP-4 抑制剂（DPP-4 inhibitor）、格列汀（gliptin），是一种通过抑制二肽基肽酶-4来发挥作用的口服抗糖尿病药 ，用来治疗2型糖尿病。
第一种二肽基肽酶-4抑制剂是西格列汀，于2006年通过了美国食品药品监督管理局的审批。
胰高血糖素提高血糖水平，DPP-4抑制剂可以减少胰高血糖素和降低血糖水平。DPP-4抑制剂的原理为增加可以抑制胰高血糖素释放的肠促胰岛素（GLP-1（胰高血糖素样肽-1）和 GIP（葡萄糖依赖性促胰岛素多肽））的水平，增加胰岛素分泌，减慢胃排空，降低血糖水平。
近期的荟萃分析发现，DPP-4抑制剂不会影响全因死亡率、心血管疾病死亡率及中风的风险，但是发生心力衰竭的几率有轻微的统计学上的上升。

## 药物列表
- 西格列汀[8] (2006年通过FDA审批，商品名为捷诺维，由默克制药研发和销售。),
- 维格列汀[9] (2007年通过欧盟审批，商品名为佳维乐，由诺华制药研发和销售。),
- 沙格列汀 (2009年通过FDA审批，商品名为安立泽，由百时美施贵宝制药研发和销售)
- 利格列汀 (2011年通过FDA审批，商品名为欧唐宁，由礼来和勃林格殷格翰研发和销售。[10]
- 安奈格列汀 (2012年在日本通过审批，由三和化学研究所有限公司和科瓦股份有限公司研发。)[11]
- 替格列汀(2012年在日本通过审批)[12]
- 阿格列汀 (2013年通过FDA审批， 商品名为尼欣那，由日本武田藥品工業研发。)
- 曲格列汀 (2015年在日本通过审批)
- 吉米格列汀 (正由韩国LG研发)[13]
- 度格列净（英语：Dutogliptin） (正由Phenomix公司研发，已达III期临床试验阶段)[14]
- 奥格列汀 (MK-3102)（正由默克制药研发，近期的研究指出此药可以一周给药一次，并且耐受性很好。[15]但是由于安全性不及预期以及价格与销售上的原因已经停止研发。[16]）

其它也可抑制二肽基肽酶-4的成分：
- 小檗鹼，一种常见草药的主要成分，也可以抑制二肽基肽酶-4，至少部分解释了它的降糖活性。[17]
- 羽扇豆醇，在芒果、红桤木、蒲公英咖啡中都有发现。

## 引用
1. ↑  戈慧颖,丛丽. 二肽基肽酶-4抑制剂在2型糖尿病治疗中的研究进展[J]. 中国医师进修杂志,2013,36:(31)：73-75.DOI:10.3760/cma.j.issn.1673-4904.2013.31.028
2. ↑  中国医师协会内分泌代谢科医师分会.DPP-4抑制剂临床应用专家共识[J].中华内分泌代谢杂志, 2018, 34(11):5.DOI:10.3760/cma.j.issn.1000-6699.2018.11.001.
3. ↑   (新闻稿). U.S. Food and Drug Administration. 2006-10-17  [2006-10-17]. （原始内容存档于2009-05-13）.
4. ↑  McIntosh, C; Demuth, H; Pospisilik, J; Pederson, R. . Regulatory Peptides. 2005, 128 (2): 159–65. PMID 15780435. doi:10.1016/j.regpep.2004.06.001.
5. ↑  Behme, Margaret T; Dupré, John; McDonald, Thomas J. . BMC Endocrine Disorders. 2003, 3 (1): 3. PMC 154101 . PMID 12697069. doi:10.1186/1472-6823-3-3.
6. ↑  Dupre, J.; Behme, M. T.; Hramiak, I. M.; McFarlane, P.; Williamson, M. P.; Zabel, P.; McDonald, T. J. . Diabetes. 1995, 44 (6): 626–30. PMID 7789625. doi:10.2337/diabetes.44.6.626.
7. ↑  Wu S, Hopper I, Skiba M, Krum H. . Cardiovasc Ther. April 2014. PMID 24750644. doi:10.1111/1755-5922.12075.
8. ↑  Banting and Best Diabetes Centre at UT sitagliptin
9. ↑  Banting and Best Diabetes Centre at UT vildagliptin
10. ↑  . Fda.gov. 2011-05-02  [2013-04-15]. （原始内容存档于2013-11-03）.
11. ↑   (PDF).   [2013-08-07]. （原始内容 (PDF)存档于2013-07-18）.
12. ↑  Joanne Bronson, Amelia Black, T. G. Murali Dhar, Bruce A. Ellsworth, and J. Robert Merritt. . Annual Reports in Medicinal Chemistry: 523–524. doi:10.1016/b978-0-12-417150-3.00028-4. |chapter=被忽略 (帮助)
13. ↑  . Lgls.com.   [2013-04-15]. （原始内容存档于2013-09-06）.
14. ↑  "Forest Splits With Phenomix", San Diego Business Journal, Tuesday, April 20, 2010 http://www.sdbj.com/news/2010/apr/20/forest-splits-phenomix/ （页面存档备份，存于）
15. ↑  .   [2015-09-18]. （原始内容存档于2015-09-17）.
16. ↑  . 美中药源.   [2018-03-16]. （原始内容存档于2019-07-30） （中文（简体））.
17. ↑  Al-Masri, Ihab M.; Mohammad, Mohammad K.; Tahaa, Mutasem O. . Journal of Enzyme Inhibition and Medicinal Chemistry. 2009, 24 (5): 1061–6. PMID 19640223. doi:10.1080/14756360802610761.